# Global 6 United
Global 6 United (Kod UCI: GLC) – nowozelandzka grupa kolarska założona w 2021. Zespół od początku istnienia należy do dywizji UCI Continental Teams.

## Nazwa grupy w poszczególnych latach
| lata      | nazwa            |
| --------- | ---------------- |
| 2021–2023 | Global 6 Cycling |
| od 2024   | Global 6 United  |

## Sezony

### 2024

#### Skład
| Skład drużyny 2024                    | Skład drużyny 2024 | Skład drużyny 2024 | Skład drużyny 2024                |
| Imię i nazwisko                       | Data urodzenia     | Państwo            | Poprzednia grupa                  |
| ------------------------------------- | ------------------ | ------------------ | --------------------------------- |
| Giacomo Ballabio                      | 10 stycznia 1998   | Włochy             | VC Villefranche Beaujolais (2022) |
| Loïc Bettendorff (1 sty–8 sie)        | 28 kwietnia 2001   | Luksemburg         | Leopard TOGT Pro Cycling (2023)   |
| Edouard Bonnefoix                     | 9 grudnia 1998     | Francja            | Nice Métropole Côte d'Azur (2023) |
| Ivan Centrone                         | 17 września 1995   | Luksemburg         | Matériel-vélo.com (2023)          |
| James Jobber                          | 9 stycznia 1994    | Wielka Brytania    | EuroCyclingTrips (2023)           |
| Iver Knotten                          | 17 grudnia 1998    | Norwegia           | Tønsberg CK Elite (2023)          |
| Wesley Mol                            | 25 lutego 1999     | Holandia           | Bike Aid (2023)                   |
| Ronan O'Connor (2 lut–31 gru)         | 10 września 2003   | Irlandia           | Colpack-Ballan (2023)             |
| Callum Ormiston                       | 2 sierpnia 2000    | Południowa Afryka  | ProTouch (2022)                   |
| Rafael Pereira                        | 31 sierpnia 2001   | Luksemburg         |                                   |
| Mehmet Şampiyonbisiklet (1 sty–1 cze) | 4 grudnia 1985     | Turcja             | Burgos-BH (2022)                  |
|                                       |                    |                    |                                   |
| Źródło: ProCyclingStats               |                    |                    |                                   |

### 2023

#### Skład
| Skład drużyny 2023                     | Skład drużyny 2023 | Skład drużyny 2023 | Skład drużyny 2023                        |
| Imię i nazwisko                        | Data urodzenia     | Państwo            | Poprzednia grupa                          |
| -------------------------------------- | ------------------ | ------------------ | ----------------------------------------- |
| Giacomo Ballabio                       | 10 stycznia 1998   | Włochy             | VC Villefranche Beaujolais (2022)         |
| Louis Bilyard                          | 27 sierpnia 2001   | Irlandia           | Holdsworth Zappi RT (2019)                |
| Matias Fitzwater                       | 29 marca 1998      | Nowa Zelandia      | EuroCyclingTrips Pro Cycling (2022)       |
| Mads Leander Fredriksen (7 lut–31 gru) | 3 lutego 2003      | Norwegia           |                                           |
| James Harvey                           | 12 maja 1990       | Nowa Zelandia      | St George Continental Cycling Team (2022) |
| Alex Heaney (12 lut–31 gru)            | 16 czerwca 1994    | Nowa Zelandia      | St George Continental Cycling Team (2020) |
| Jonas Hjorth (19 cze–31 gru)           | 20 maja 1993       | Norwegia           | Bahrain Cycling Academy (2022)            |
| Tomoya Koyama                          | 18 lipca 1998      | Japonia            | Java Kiwi Atlántico (2022)                |
| Iván Moreno                            | 27 maja 1996       | Hiszpania          | Equipo Kern Pharma (2022)                 |
| Callum Ormiston                        | 2 sierpnia 2000    | Południowa Afryka  | ProTouch (2022)                           |
| Evan Russell (19 cze–31 gru)           | 24 maja 2001       | Kanada             | Saris Rouvy Sauerland Team (2022)         |
| Mehmet Şampiyonbisiklet                | 4 grudnia 1985     | Francja            | Burgos-BH (2022)                          |
| Nícolas Sessler                        | 29 kwietnia 1994   | Brazylia           | Burgos-BH (2020)                          |
| Tom Wirtgen                            | 4 marca 1996       | Luksemburg         | Bingoal Pauwels Sauces WB (2022)          |
|                                        |                    |                    |                                           |
| Źródło: ProCyclingStats                |                    |                    |                                           |

### 2022

#### Skład
| Skład drużyny 2022                    | Skład drużyny 2022 | Skład drużyny 2022 | Skład drużyny 2022             |
| Imię i nazwisko                       | Data urodzenia     | Państwo            | Poprzednia grupa               |
| ------------------------------------- | ------------------ | ------------------ | ------------------------------ |
| Miguel Ángel Fernández (1 sty–31 lip) | 21 marca 1997      | Hiszpania          | Gios Kiwi Atlántico (2020)     |
| Mulu Hailemichael                     | 12 stycznia 1999   | Etiopia            | Delko (2021)                   |
| James Mitri                           | 28 lutego 1999     | Nowa Zelandia      | Vini Zabù-Brado-KTM (2020)     |
| Ukko Peltonen                         | 15 czerwca 1998    | Finlandia          | Ampler Development Team (2021) |
| Conor Schunk                          | 19 czerwca 1999    | Stany Zjednoczone  | Aevolo (2021)                  |
| Nícolas Sessler                       | 29 kwietnia 1994   | Brazylia           | Burgos-BH (2020)               |
| Dylan Sunderland                      | 26 lutego 1996     | Australia          | Qhubeka NextHash (2021)        |
| Kiaan Watts                           | 27 lipca 2001      | Nowa Zelandia      | Black Spoke Pro Cycling (2021) |
| Alex Williams                         | 15 marca 2001      | Nowa Zelandia      |                                |
| Xeno Young                            | 9 listopada 1999   | Wielka Brytania    | Creuse Oxygène Guéret (2021)   |
|                                       |                    |                    |                                |
| Źródło: UCI                           |                    |                    |                                |

### 2021

#### Skład
| Skład drużyny 2021                   | Skład drużyny 2021   | Skład drużyny 2021 | Skład drużyny 2021                |
| Imię i nazwisko                      | Data urodzenia       | Państwo            | Poprzednia grupa                  |
| ------------------------------------ | -------------------- | ------------------ | --------------------------------- |
| Håkon Aalrust (1 sty–19 maj)         | 5 stycznia 1998      | Norwegia           | Joker Fuel of Norway (2020)       |
| Hans Becking                         | 19 marca 1986        | Holandia           |                                   |
| Antoine Berlin (13 mar–31 gru)       | 2 sierpnia 1989      | Monako             | Cambodia Cycling Academy (2021)   |
| Francesco Manuel Bongiorno           | 1 września 1990      | Włochy             | Vini Zabù-Brado-KTM (2020)        |
| Dan Erik Hansen                      | 8 sierpnia 1988      | Norwegia           | Glåmdal Sykleklubb (2019)         |
| Ollie Jones                          | 23 kwietnia 1996     | Nowa Zelandia      | Dimension Data for Qhubeka (2018) |
| Stiepan Kurjanow                     | 7 grudnia 1996       | Rosja              | Gazprom-RusVelo (2020)            |
| James Mitri                          | 28 lutego 1999       | Nowa Zelandia      | Vini Zabù-Brado-KTM (2020)        |
| Bailey O'Donnell (28 sty–30 cze)     | 25 września 2000     | Nowa Zelandia      |                                   |
| Michał Paluta (23 lut–31 gru)        | 4 października 1995  | Polska             | CCC Team (2020)                   |
| Tim Edvard Pettersen (14 lip–31 gru) | 17 listopada 2002    | Norwegia           |                                   |
| Campbell Pithie                      | 28 października 1999 | Nowa Zelandia      | McDonalds Down Under (2018)       |
| Nícolas Sessler                      | 29 kwietnia 1994     | Brazylia           | Burgos-BH (2020)                  |
|                                      |                      |                    |                                   |
| Źródło: ProCyclingStats              |                      |                    |                                   |